# Per Löfström
Per Löfström, född 12 augusti 1973 i Uppsala, är en svensk före detta professionell ishockeyspelare (back). Hans moderklubb är Tierps IF.
Per är tvillingbror till Jonas Löfström.